# Campionato europeo femminile di pallacanestro Under-18 1998
Il Campionato europeo femminile di pallacanestro Under-18 1998 (noto anche come FIBA EuroBasket Women Under-18 1998) si è svolto in Turchia, a Eskişehir, Kütahya e Bursa.

## Classifica finale
| Campione d'Europa | Campione d'Europa | Campione d'Europa |
| ----------------- | ----------------- | ----------------- |
| Spagna            |                   |                   |
| Argento           | Slovacchia        |                   |
| Bronzo            | Russia            |                   |
| 4.                | Rep. Ceca         |                   |
| 5.                | Jugoslavia        |                   |
| 6.                | Polonia           |                   |
| 7.                | Italia            |                   |
| 8.                | Croazia           |                   |
| 9.                | Turchia           |                   |
| 10.               | Francia           |                   |
| 11.               | Bulgaria          |                   |
| 12.               | Lettonia          |                   |